# محسن منصور
محسن منصور (1 مارس 1973 -)، ممثل مصري. تأتي ادواره دائما في دور الحرامي أو ادوار الشر وغالبا ما يلعب تلك الأدوار بشكل كوميدي. أهم ادواره كان في مسلسل الادهم مع أحمد عز من خلال تجسيده لدور «مرسي».

## من أعماله

### أفلام
| - دفع رباعي بقوة: 2019 - خلاويص: 2018 - جدو نحنوح: 2018 - عندما يقع الإنسان في مستنقع أفكاره فينتهي به الأمر إلى المهزلة: 2017- أبو عماد - عنترة ابن ابن ابن شداد: 2017 - بث مباشر: 2017 - الهرم الرابع: 2016- ضابط المباحث جمال - المهرجان:2014 - القشاش:2013- صلاح الشايب | - قلب الأسد:2013- نعيم - أنا بضيع يا وديع:2011- امام المحامي - تك تك بوم:2011- حماصة - على واحدة ونص:2011 - محترم إلا ربع:2010 - أيام صعبة:2009- الضابط خالد شاكر - بوبوس:2009- ضيف شرف - احنا اتقابلنا قبل كده:2008- مصطفى | - كابتن هيما:2008 - حسن ومرقص:2008 - كباريه:2008 - جوبا:2007 - كده رضا:2007- بشير - كود 36:2007- أحد الارهابيين - خارج على القانون:2007- رجب حلومة - واحد من الناس:2006- الصعيدي المزيف | - حمادة يلعب:2005 - أبو علي:2005- ضابط المباحث نزار - ملاكي إسكندرية:2005- صلاح - تيتو:2004- راضي اللاتيني - شباب تيك أواي:2004- شاكر - حرامية في تايلاند:2003- خليل - ابن عز:2001 - عمر 2000: 2000- سكرتير الملياردير |

### مسلسلات
| - فهد البطل - وش وضهر : 2022 - الفرح فرحنا: 2022 - القاتل الذي أحبني: 2022 - المشوار: 2022 - أنا وهي: 2022 - بيت الشدة: 2022 - توبة: 2022 - المداح: 2021 - خلي بالك من زيزي: 2021 - زي القمر (ج2): 2021 - كله بالحب: 2021 - وكل ما نفترق: 2021 - إسعاف يونس: 2020 - إسود فاتح: 2020 - الأخ الكبير: 2020 - رجالة البيت: 2020 - سكر زيادة: 2020 | - ضربة معلم: 2020 - عمر ودياب: 2020 - فلانتينو: 2020 - ونسني: 2020 - أهو ده اللي صار: 2019 - بركة: 2019 - هوجان: 2019 - ربع رومي:2018- بكار - رسايل:2018- أمين - منطقة محرمة:2018 - كأنه إمبارح:2018 - الدولي:2018 - قانون عمر:2018 - أمر واقع: 2018- فهمي السوهاجي - عائلة الحاج نعمان (ج1، 2): 2017، 2018- فخري - شاش في قطن: 2017- سالم صاحب الأسد ح21، 22 - كلبش (ج1، 2): 2017، 2018- محمود عبد المنعم | - الأسطورة: 2016- الدكتور سلماوي - الصندوق الأسود: 2015 - كيكا على العالي: 2014 - ابن حلال: 2014- سعد - في بيتنا حريقة:2013 - العراف:2013- أبو طارق - مزاج الخير:2013 - حاميها وحراميها:2013- المعلم الطوبجي - البلطجي:2012- شعلان - خرم إبرة:2012 - باب الخلق:2012- أبو خليفة - الشحرورة:2011- فريد شوقي - خاتم سليمان:2011- كليانتي - شارع عبد العزيز (ج1، 2):2011، 2014- شابرو - مملكة الجبل:2010 - الجماعة:2010- مصطفى مشهور - أهل كايرو:2010- خالد | - قضية صفية:2010- مستر شادي - تاجر السعادة:2009 - الأدهم:2009- مرسي الشيمي - بعد الفراق:2008 - الهاربة (ج1):2008 - المنادي:2005 - المهنة طبيب:2004 - رحلة العمر:2003 - قاسم أمين:2002 - شمس منتصف الليل:2002 - أهل الدنيا:2001- عصمت - نجوم في سماء الحضارة الإسلامية:2001 - قسمتي ونصيبي:2001- عبده زرجينه - الحسن البصري:2000 - رجل طموح:2000 - الوعد الحق:1993- نعيم بن مسعود |

### أخرى
- مسرحية: 3 أيام في الساحل: 2019
- مسرحية حكيم عيون
- رسوم متحركة: الأزهر (ج3): 2019
- مسرحية: الأميرة والصعلوك:2005
- مسرحية: المزاد:1989
- سهرة تليفزيونية: أبلة نظيمة 24 نظام

## روابط خارجية
- محسن منصور على موقع الدهليز
- محسن منصور على موقع قاعدة بيانات الأفلام العربية